# هیلیارد ۶۳۹۵
سیارک ۶۳۹۵ (به انگلیسی: 6395 Hilliard، نامگذاری:1990UE1) شش هزار و سیصد و نود و پنجمین سیارک کشف شده‌است که در ۲۱ اکتبر ۱۹۹۰ کشف شد.
قدر مطلق سیارک برابر ۱۳٫۷۰ است.